# رود چینگه
رود چینگه (انگلیسی: Chinge) یک رودخانه در استان تووای کشور روسیه است.